# MiG-25
Mikojan-Gurjevič MiG-25 (NATO naziv "Foxbat") je sovjetski zrakoplov koji je imao ulogu brzog presretača i izvidnika. Prvi prototip je poletio 1964., a u serijsku proizvodnju ulazi 1970. Ono što je zabrinjavalo zapadne sile jest činjenica da je MiG-25 mogao postići brzinu od 3,2 macha,  imao je snažni radar i mogao je ponijeti 4 rakete zrak-zrak. Kako Zapad u tom trenutku nije imao zrakoplov koji mu je mogao konkurirati započinje razvoj novog aviona, kasnije poznatijeg kao F-15 Eagle. Karakteristike MiGa-25 su otkrivene Zapadu 1976. kada je sovjetski vojni pilot Viktor Belenko prebjegao u Japan. Analiza je otkrila jednostavne, ali snažne mlazne motore, elektroniku u vakuumskim cijevima i upotrebu snažih i izdrživljih materijala. Ukupno je proizvedeno oko 1.190 zrakoplova te se koristio u SSSR-u i u drugim sovjetskim savezničim zemljama. Danas je aktivan u malom broju u Rusiji i drugim zemljama.

## Razvoj

### Pozadina
Obaranje američkog izvidničkog aviona U-2 iznad Sverdlovska 1. svibnja 1960. bilo je političko-propagandni, ali i tehnološki događaj. Cijelom je svijetu pokazao da Sovjeti imaju raketne PZO sustave sposobne oboriti avion koji je do tada mogao slobodno operirati iznad teritorija SSSR-a. Ujedno je postalo jasno da će za svladavanje neprijateljske (uglavnom sovjetske) PZO u bliskoj budućnosti osim velike visine leta biti potrebna i velika brzina.
Prvobitan poticaj za razvoj aviona koji će kasnije dobiti ime MiG-25 bile su vijesti o razvoju novog američkog strateškog bombardera B-58 Hustler, čija je maksimalna brzina leta bila Mach 2. Nešto kasnije postali su dostupni i podaci o projektima bombardera XB-70 Valkyrie te izvidničkog aviona SR-71 Blackbird s brzinama leta Mach 3 i više, koji su uvelike promijenili zahtjeve postavljene pred novi ruski avion. Do tada je glavni sovjetski presretač bio Tupoljev Tu-128 (NATO oznaka "Fiddler"), međutim njegov je glavni nedostatak bila relativno mala maksimalna brzina leta od oko 1600 km/h, što mu je omogućavalo suprotstavljanje avionima B-52 Stratofortress, ali ne i mnogo bržima B-58 i A-5 Vigilante.

### Početak razvoja
Kasnih pedesetih godina u OKB MiG (Opitno-Konstruktorskij Biro, odnosno ispitno-konstrukcijski biro) su počeli s radovima na presretaču koji bi imao veliku maksimalnu brzinu i visinu leta te veliki dolet. Rabljeni su razni ispitni avioni (I-75, Je-150 i Je-152) koji su uglavnom imali istu koncepciju kao i prokušani MiG-21. Iako ti avioni nisu dospjeli u serijsku proizvodnju, osigurali su velike količine podataka o letenju velikim brzinama na velikim visinama. Odluka šefa OKB-a Artjoma Mikojana da nastavi s razvojem budućeg MiG-25 dovela je do odlaska Anatolija Brunova, jednog od konstruktora, koji je vjerojatno mislio da je avion s tim i takvim postavljenim specifikacijama prevelik konstrukcijski (što je u sovjetskom sustavu lako moglo postati "preopasan") zalogaj. Na njegovo je mjesto uskočio ostarjeli Gurevič, i time je MiG-25 postao posljednji MiG na kojem su zajedno radila oba osnivača OKB MiG.
Postoje razne glasine o tome da je na konačan izgled MiG-25 imao utjecaj američki mornarički borbeni avion A-5 Vigilante, međutim u OKB MiG te tvrdnje odbijaju kao neutemeljene (iako je određena sličnost dvaju aviona očita). U prilog tome ide i činjenica da je Odjel za preliminarni dizajn, tada na čelu s Rostislavom Beljakovim koji je kasnije bio glavni konstruktor lovca MiG-29, predložio više koncepata, od koji je jedan imao motore postavljene jedan iznad drugog (kao kod britanskog Lightninga), a drugi motore postavljene jedan ispred drugoga (prednji motor je mlaznik imao na sredini trupa). Također su razmatrane STOL i STOVL konfiguracije (Short Take Off and Landind, kratko polijetanje i slijetanje; Short Take Off/Vertical Landing, kratko polijetanje i okomito slijetanje), kako s pomičnim krilima, tako i sa zasebnim motorima (kao kod kasnijeg Jak-38). Neke su konfiguracije bile s dva člana posade, najčešće u tandem rasporedu. Na kraju je odabran vjerojatno najjednostavniji koncept.
U veljači 1961. godine Vijeće ministara i Centralni komitet KPSS nalažu Mikojanu da na temelju dotadašnjih ispitivanja sagradi prototipove dviju inačica novog aviona, presretačku s oznakom Je-155P (Perehvatčik-presretač) te izvidničku s oznakom Je-155R (Razvjedčik-izvidnič). Početkom sljedeće godine Vijeće ministara i Centralni komitet KPSS potvrđuju operativne sposobnosti novog aviona, odobravaju gradnju prototipova te određuju rokove za konstruiranje i ispitivanje. Elementi avionike novog aviona počeli su s letnim ispitivanjima na drugim avionima čak i prije nego što su započeti radovi na prototipu MiG-25. Ranije inačice motora MiG-25 (R15-300 i R15F-300) već su ispitane na I-75, Je-150 i Je-152, dok je konačna imačica R15B-300, predviđena za MiG-25 bila ispitivana na avionu Tupoljev Tu-16LL (Letajuščaja Laboratorija). Navigacijski sustav Poljot ispitivan je na MiG-21, poluaktivna radarska glava za navođenje rakete R-40R ispitivana je na prototipu Tupoljeva Tu-110, a radar Smerč-A (NATO oznaka "Fox Fire") ispitivan je na modificiranom Tupoljevu Tu-104 koji je zbog novog oblika nosa dobio nadimak "Buratino" (Pinokio). Još dva Tu-104 bila su zadužena s ispitivanjima glavnog računala, inercijalnog navigacijskog sustava Anis, dopplerskog navigacijskog sustava Strela te navigacijskih podsustava Tropik i Peleng. Predviđeno je da se novi avion serijski proizvodi u tvornici aviona GAZ-21 u Gorkiju (sada ponovno Njižnij Novgorod) te su tamo dopremljeni potrebni strojevi i osposobljeni radnici. U razdoblju od 1969. do 1984. u Gorkom je proizvedeno ukupno 1186 MiG-25 svih inačica, s u jednom trenutku maksimalnom mjesečnom proizvodnjom od 10 letjelica. Proizvodnja presretačke inačice prekinuta je 1979., kada je u proizvodnju ušao MiG-31, dok je nakon toga proizvedena još samo nekolicina presretača za izvoz. Četiri prototipa MiG-25 izrađena su, zbog tajnosti, u tvornici OKB-a, tako da je ukupno proizvedeno 1190 letjelica.

### Motor i upravljači sustav
Specifične letne performanse MiG-25 zahtijevale su i specifičan motor. Nekoliko odgovarajućih motora bilo je ili u stadiju razvoja ili namijenjeno za druge projekte, a jedini koji je bio na raspolaganju bio je Tumanskij R15B-300. Njegova je prvobitna namjena bila pokretanje bespilotnih letjelica, tako da je za primjenu na MiG-25 bilo potrebno izvesti neke prilagodbe. Hidromehanički uređaj za kontrolu protoka goriva zamijenjen je elektroničkim, što je ujedno bila prva primjena takvog tipa uređaja na sovjetskom vojnom avionu. Ugrađen je i novi uređaj za dodatno izgaranje s promjenjivim presjekom, a modificirane su komora za sagorijevanje i kompresor. S obzirom na to da je osnovna namjena motora bila pokretanje bespilotne letjelice, motor je imao vrlo mali resurs, tako da su rani serijski MiG-25 imali motore koji su imali vijek trajanja od oko 150 sati rada. Prvi motori inačice B-300 imali su vijek trajanja od samo 25 sati, što se kasnijim modifikacijama podiglo na 750 sati.
Konačna inačica motora bila je R15BD-300, a konstrukcijski je to bio turbomlazni motor s jednim vratilom, prstenastom komorom za sagorijevanje i jednostupanjskom turbinom. Potisak motora je iznosio 73.33 kN u "suhom" režimu i 109.83 kN s dodatnim sagorijevanjem. Maksimalna temperatura plinova bila je 820oC. Svaki je motor imao zaseban sistem detekcije i gašenja požara. Motori su međusobno odvojeni metalnom pregradom čija je uloga sprječavanje širenja eventualnog požara s jednog motora na drugi. Motori su postavljeni tako da se agregati nalaze s donje strane trupa zakrenuti prema van, a pričvršćeni su na trup na pregradama broj 10 i 11. Mlaznice motora nalaze se tako blizu jedna drugoj, da su po tri unutrašnja segmenta morala biti uklonjena da bi bilo mjesta za kućište kočionog padobrana. Isprva je rabljen jedan padobran, da bi se nakon 1977. počela upotrebljavati dva. Razlog tome bio je taj da se jedan padobran površine 50 m2 vukao po PSS-u za avionom i oštećivao, dok se dva površine 25 m2 nisu.
Dvadesetpetice prvih serija imale su elektrosustav koji je rabio monofaznu izmjeničnu struju, dok su kasnije serije aviona imale dvokružan sustav s trofaznom strujom. Hidrosustava je također imao dva međusobno neovisna podsustava, od kojih je prvi (booster) pokretao po jednu komoru servoa za pokretanje letnih kontrola te sustav kočenja u nuždi. Glavni podsustav pokretao je druge komore servoa za pokretanje letnih kontrola, spuštanje odnosno uvlačenje podvozja, flapsova, zračne kočnice, promjene geometrije uvodnika zraka, kočenja te izvlačenja podvozja u nuždi. Glavni podsustav sadržavao je 53 litre hidroulja, a booster podsustav 30 litara. Svaki je podsustav imao po dvije pumpe, po jedna na svakom motoru, s radnim tlakom 180-210 kg/cm2.
Mikojan i Gurevič su na Je-155 odustali od do tada uobičajenog centralnog uvodnika zraka, koji je u neku ruku postao zaštitni znak OKB-a. Nova je koncepcija pružala pogodnosti jednostavne ugradnje radara i općenito bolje aerodinamičke osobine. Kutijasti uvodnici zraka bili su promjenjivog presjeka koji se automatski podešavao prema brzini i visini leta. U njima se, tik ispred prvog stupnja kompresora, nalazio uređaj za raspršivanje mješavine vode i metanola. Njegova je uloga bila hlađenje zraka koji ulazi u motor, i time povećavanje njegove specifične gustoće, što je omogućilo veći protok zraka u jedinici vremena bez povećanja temperature.

### Struktura trupa i krila
Trup je uglavnom pravokutnog presjeka, a ima 14 pregrada. Pregrada broj 1 nalazi se u ravnini s prednjim rubom vjetrobrana, dok je pregrada broj 14 u ravnini s ovjesima vodoravnog stabilizatora. Glavni element trupa je torziona kutija ograničena pregradama 3 i 12, koja ujedno služi kao glavni spremnik za gorivo. Izrađena je od nekoliko različitih legura čelika, i sadrži ukupno 14.680 litara goriva raspoređenog u sedam manjih spremnika. U dva spremnika u svakom krilu se nalazi još po 2460 litara, a 40 litara otpada na cjevovode. Izvidničke inačice imaju još po 600 l u svakom okomitom stabilizatoru. To znači da je maksimalna masa goriva za lovačke inačice MiG-25 iznosila 14.570 kg, a za izvidničke inačice 15.000 kg. Tako veliki udio mase goriva u ukupnoj masi aviona bio je nužan da bi se omogućilo potrebno vrijeme nadzvučne brzine leta.
Vjerojatno najveći problem s kojim su se konstruktori morali suočiti bilo je zagrijavanje aviona pri velikim brzinama leta do kojeg dolazi zbog trenja zraka i trupa aviona. Za ilustraciju služe podaci da temperatura nosa lovca MiG-19 koji leti brzinom od Mach 1,3 pri temperaturi zraka od 0oC iznosi oko 72oC, a MiG-21 pri brzini leta od Mach 2,05 oko 107oC. Proračunato je da bi temperatura pri brzini od Mach 3 lako mogla doseći i 300oC, što je isključilo duraluminij kao materijal za konstrukciju, zbog toga što on zadržava mehanička svojstva do temperature od oko 130oC. Teoretski, problem je bio rješiv uporabom titana ili hlađenjem trupa gorivom. Titan je bio nepogodan zbog velike cijene i zahtjevnog procesa obrade materijala s čime u SSSR-u u to doba nisu imali dovoljno iskustva. Hlađenje kritičnih dijelova trupa gorivom također nije dolazilo u obzir zbog nedostatka termički stabilnih materijala za zaptivanje. Zbog svih navedenih razloga odlučeno je da se kao glavni konstrukcijski materijal rabi čelik, iako je čak i tada bili potrebno razviti i ispitati nove legure otporne na visoke temperature.
Na kraju je 80% strukture MiG-25 bilo izrađeno od čelika, 11% od aluminija i samo 8% od titana. Za toplinsku izolaciju prostora motora upotrijebljeno je srebro (što je bilo jeftinije rješenje nego li upotreba zlata ili rodija), naneseno u sloju debelom 0.00003 mm (30 mikrona), odnosno 5 kg po avionu. Oko 50% spojeva izvedeno je točkastim zavarivanjem u zaštitnoj atmosferi argona (više od 1.400.000 varova), 25% šavnim varenjem (oko 3960 m), 1,5% klasičnim varenjem u zaštitnoj atmosferi inertnih plinova, a 23,5% spojeva izvedeno je uobičajenim zakivanjem ili uporabom vijaka. Zbog ekstremnih uvjeta uporabe, praktički su i svi ostali materijali bili nestandardni. Uobičajena hidroulja su se na tim radnim temperaturama raspadala, a uobičajena akrilna plastika rabljena za izradu poklopaca kabina, ili gumenih obloga i kotača podvozja, morala je biti zamijenjena otpornijim vrstama. Za ilustraciju služi podatak da se poklopac kabine pri punoj brzini toliko zagrijava da je prevruć da bi se ruka prislonila na nj.
Krila dvadesetpetice razlikuju se prema inačici aviona. Presretači imaju krilo dvostruke strijele napadnog ruba, 42° 30' pri korijenu krila i 41° pri vrhovima krila, dok izvidniči imaju krilo konstantne strijele napadnog ruba od 41° 02'. Na prototipovima su se neko vrijeme na vrhovima krila smjenjivali rezervoari za gorivo i vingleti raznih oblika, da bi na kraju serijski avioni bili bez njih. Krilo je optimizirano za brzine leta od Mach 2 do Mach 3. Osnovni elementi krila su dvije glavne ramenjače (pričvršćuju se na pregrade trupa broj 7 i 9) i tri pomoćne (pregrade 6B, 10 i 11). Na izlaznom rubu krila nalaze se jednostavna zakrilca, i dvije sekcije elerona. Napadni rub krila izrađen je od titana, a zakrilca i eleroni od aluminijske saćaste strukture i duraluminija. Kao i mnogi drugi sovjetski avioni i MiG-25 ima na krilu tzv. ograde, čija je uloga stabilizacija zračne struje. Presretačke inačice te inačice BM i PU imaju po četiri potkrilna nosača za rakete zrak-zrak, dok inačica RU nosače nema, a izvidničke inačice imaju nosače namijenjene nošenju bombi. Je-155 je od početka bio zamišljen s jednim velikim okomitim stabilizatorom, koji je ubrzo zamijenjen dvama manjima, postavljenima na uglove trupa i zakošenima prema van za 110. Zanimljivo je da je u slučaju A-5 Vigilantea redoslijed bio obrnut, tj. projekt je započeo s dva okomita stabilizatora, da bi serijski avioni imali samo jedan.

## Izvidničke inačice
Prototip izvidničke inačice, označen Je-155R-1, poletio je 6. ožujka 1964. godine. Izgled nosa aviona odgovarao je kasnijim serijskim primjercima, iako je prototip umjesto izvidničke opreme imao ugrađene razne ispitne uređaje i balast. Krilo je bilo bez diedra i s nultim konstruktivnim napadnim kutom, a na vrhovima krila nalazili su se spremnici za gorivo zapremine po 600 litara. Oba prototipa imala na uvodnicima zraka ispred krila predviđeno mjesto za ugradnju pokretnih kanarda, iako to u praksi nikada nije učinjeno. Letna su ispitivanja otkrila mnoge "dječje bolesti", kao što su bili nestabilnost po smjeru u transsoničnom režimu leta s tendencijom prelaska u valjak koji se nije mogao kontrirati ni s maksimalnim otklonom upravljačke palice, oscilacije aviona zbog prelijevanja goriva u spremnicima na vrhovima krila, problemi s uređajem za dodatno sagorijevanje i uvodnicima zraka itd. Stabilizatori s donje strane trupa su bili preveliki i dolazilo je do njihovog oštećivanja grebanjem po PSS-u, pa su smanjeni. Krilo je dobilo konstruktivni napadni kut od 2o. Nešto kasnije uveden je i diedar od 5o, a do tada su neki predserijski avioni letjeli s trokutastim vingletima. Drugi prototip, Je-155R-2, nije imao rezervoare na vrhu krila, a razlikovao se i mnogim manjim modifikacijama. Do kraja njegova predviđena testiranja riješeni su svi problemi osim kvalitete boje rabljene za trup aviona. Naime, zbog velikih temperatura boja je tamnila i bubrila pa je trebalo razviti novu vrstu boje otpornu na visoke temperature. Nakon uspješno odrađenih tvorničkih ispitivanja za koja je trebalo oko 200 letova, prešlo se u fazu državnih ispitivanja o kojima je ovisilo hoće li avion biti primljen u uporabu. S obzirom na opsežnost tih ispitivanja, naručena su četiri predserijska aviona s više elemenata serijske avionike.
Za razliku od prototipova koji su izrađeni u OKB MiG, predserijski su avioni izrađeni u tvornici u Gorkom. Prvi predserijski avion bio je Je-155R-3, koji se od prototipova razlikovao po tome što je imao sve predviđene foto-kamere i skoro kompletnu ostalu avioniku. Kamere su bile tipa A-72 i A-70M za koso ili okomito snimanje, A/E-10 za topografsko snimanje, te uređaji SRS-4A i SRS-4B za elektronsko izviđanje. Avionika se sastojala od inercijalnog navigacijskog sustava Poljot 1L, dopplerskog navigacijskog uređaja Strela, navigacijskog sustava Peleng S i računala Orbita. Vingleti i spremnici zamijenjeni su antivibracijskim utezima, okomiti stabilizatori su zamijenjeni novima koji su imali dužu tetivu i bili viši. Omogućeno je i nošenje ogromnog podvjesnog spremnika goriva kapaciteta 5300 litara (kasnije su tu mogućnost imali svi MiG-25 osim prvih predserijskih presretača). Drugi predserijski avion imao je oznaku Je-155R-4, i imao je ugrađenu kompletnu serijsku opremu. Izrađena su još tri predserijska aviona od kojih su R-5 i R-6 služili za razna letna ispitivanja, a treći je bio namijenjen za ispitivanja utjecaja naprezanja i opterećenja i njegova je oznaka nepoznata. Unatoč problemima sa sustavom Poljot i Peleng S te rušenju Je-155R-5, potreba za novim avionom bila je tako velika da je uspješno prošao skraćenim i ubrzanim programom državnih ispitivanja te je pokrenuta serijska proizvodnja. Nedostaci su naravno otklanjani "u hodu". Zanimljivo je istaknuti da kamere ni u jednom trenutku nisu predstavljale problem, odnosno i kamere i njihovi nosači i prozorčići bili su izrađeni tako da su bez problema podnosile velike promjene temperatura, uz rezoluciju od 30 linija po milimetru, ili tri puta bolje od one na Jak-u-27R. Prvo javno prikazivanje MiG-25 bilo je na Domodjedovu 9. srpnja 1967., kada avion dobiva i NATO-vo kodno ime Foxbat.

### MiG-25R
Prva serijska izvidnička inačica imala je oznaku MiG-25R (rus. Razvjedčik - izvidnik; NATO kodno ime "Foxbat B"). U nosu su se nalazile četiri kamere A-70M i jedna A/E-10. Proizvodnja je počela 1969., a isporuke zračnim snagama nedugo poslije. Prvi isporučeni avioni služili su za izobrazbu i ispitivanja u operativnim uvjetima u Lipecku. Manji problemi su uspješno otklonjeni, a proizvodnja u Gorkom je ubrzana. Prva operativno sposobna jedinica bila je eskadrila Gardijskog izvidničkog puka kraj Smolenska, u Moskovskoj vojnoj oblasti. Sastav pukova bio je uglavnom sljedeći: jedna eskadrila MiG-25R za misije izviđanja s velikih visina za lijepog vremena, i po jedna eskadrila aviona Jak-27R odnosno Jak-28 za noćna izviđanja i izviđanja s manjih visina.

### MiG-25RB
Na temelju iskustava stečenih u Egiptu, gdje su Sovjeti bili "tehnički savjetnici", razvijena je inačica MiG-25RB (rus. Razvjedčik Bombardovščik - izvidnič-bombarder; također s NATO kodnim imenom "Foxbat B") koja je na zahtjev ministra obrane maršala Ustinova imala sposobnost bombardiranja s velikih visina. Inačica R mogla je bacati osvjetljavajuće bombe, ali one nisu zahtijevale veliku preciznost. Na inačici RB dodan je navigacijski sustav za male udaljenosti RSBN-6, koji je bio spojen sa sustavom Peleng i glavnim navigacijskim računalom, koje je imalo uprogramiran novi balistički algoritam. Uporaba bombi na avionu koji leti brzinom tri puta većom od brzine zvuka zahtijevala je razvijanje posebnih inačica bombi (FAB-500M-62T) i njihovih nosača otpornih na visoke temperature. Za ispitivanja je rabljen modificirani avion Je-155R4, s kojim je Aviard Fastovec kao prvi pilot na svijetu bacio bombu s 20.000 m pri brzini od 2500 km/h. Nigdje se ne spominju podaci o točnosti pogađanja, ali je vjerojatno da ona nije bila pretjerano velika. Kako se nigdje ne spominje mogućnost nošenja nuklearnih bombi, pitanje je kolika je korisnost bombardiranja konvencionalnim bombama. Povećavanjem uvodnika zraka postignuto je povećanje najveće visine leta pri punom opterećenju od 700 m. Osnovna kombinacija kamera mogla je biti zamijenjena s dvije kamere A-72 s 150 mm objektivom, ili jednom A-87 sa 650 mm objektivom. Avion je također mogao nositi uređaje za elektroničko izviđanje SRS-4A, -4B i -4V, a navodi se i mogućnost uporabe ometača SPS-141 Siren. Tijekom proizvodnje počelo se ugrađivati modernizirani sustav Peleng D. Postojeći avioni inačice R modernizirani su na standard RB. U serijsku uporabu MiG-25RB ušao je u prosincu 1970. godine. U početku je MiG-25RB bio ograničen na nošenje samo četiriju bombi pod trupom umjesto podvjesnog spremnika, da bi nešto kasnije dobio mogućnost nošenja po dvije bombe na dvostrukim nosačima pod krilima. Inačica RB je imala bez bombi najveću visinu leta od 23.000 m i dolet 920 km, a s bombama je visina leta bila 21.000 m i dolet 650 km. Avion je mogao održavati brzinu leta od Mach 2,4 15 minuta, od Mach 2,65-2,83 pet minuta, dok je brzine ispod Mach 2,4 ograničavala samo količina goriva. Posljednji proizvodni blokovi inačice RB mogli su nositi čak 10 bombi po 500 kg, šest pod trupom i dva puta po dvije pod svakim krilom. MiG-25RB se proizvodio sve do 1972., a kasnije je poslužio kao osnova za sve daljnje izvidničke inačice. Progresivno su izvođene modifikacije sustava, npr. Peleng D je zamijenjen Pelengom DR, koji je pak zamijenjen Pelengom DM, itd. Inačica RB odobrena je za izvoz. Jedini korisnik MiG-25 unutar država članica Varšavskog pakta bila je Bugarska s četiri aviona inačice RB i jednim RU. Osim toga, Alžir je dobio nepoznat broj MiG-25RB, Irak i Sirija po 8, a Libija 5. Indija je kupila 6 MiG-25RB.

### MiG-25RBV
Modificiranjem inačice RB nastala je inačica MiG-25RBV (rus. Razvjedčik Bombardovščik Viraž; NATO kodno ime "Foxbat B"). Vanjske razlike su bile minimalne, međutim glavne su razlike u opremi aviona. Postojeći ELINT sustav zamijenjen je sustavom SRS-9 Viraž, a većina aviona inačice RBV imala je i aktivni ometač SPS-151 Ljutik. Oznaku RBV treba uzimati s određenom rezervom zbog prilične konfuzije stvorene sredinom 80-ih godina, kada su preostali avioni inačice RB preimenovani u RBV, bez obzira na činjenicu da nemaju sustav Viraž. Neke postrojbe pak nisu u praksi primjenjivale novi sustav označavanja, nego su zadržale stare oznake RB. S vremenom su neki avioni varijante RB modernizirani na standard RBV, međutim zadržali su staru oznaku.

### MiG-25RBT
Nova izvidnička inačica bila je MiG-25RBT (rus. Razvjedčik Bombardovščik Tangaž; isto je zadržao NATO kodno ime "Foxbat B"). Umjesto uređaja Viraž imala je sustav Tangaž namijenjen za prisluškivanje neprijateljskih komunikacija, te IFF (Identification Friend or Foe, uvriježeni izraz za sustav identifikacije svoj-tuđ) sustav Parol. Od 1980. ovi su avioni modificirani s ugradnjom RWR detektora (Radar Warning Receiver, izraz za sustav upozoravanja na ozračenost neprijateljskim radarom) sustavom LO-06 Berjoza umjesto zastarjelog S-3M Siren. Vjerojatno je da su neki avioni inačica RB i RBV nadograđeni na standard RBT, međutim nije sigurno jesu li dobili novi oznaku ili zadržali staru.

### MiG-25RBK
Inačice R i RB su svakako smatrane uspješnima, ali kao nedostatak isticala im se nemogućnost prijenosa prikupljenih ELINT podataka radioputem do baze, nego je, da bi se podaci analizirali, bilo potrebno čekati da avion sleti. Taj je nedostatak otklonjen na inačici MiG-25RBK (rus. Razvjedčik Bombardovščik Kub; NATO kodno ime "Foxbat D"). Ugrađen je ELINT sustav Kub-3M, što je s obzirom na gabarite sustava iziskivalo uklanjanje kamera i njihovih otvora. Dielektrički paneli na nosu aviona malo su povećani, ugrađen je aktivni ometač SPS-143, a zadržana je mogućnost bombardiranja. Ova se inačica proizvodila u razdoblju 1971. – 1980. godine.

### MiG-25RBF
MiG-25RBF (NATO kodno ime "Foxbat D") bila je nova inačica, ustvari RBK modernizirana s ELINT sustavom Shar-25 te boljim RWR-om i slično. Vanjska razlika između RBF i RBK su po dva mala dielektrična panela sa svake strane nosa aviona, otprilike na mjestu nekadašnjih otvora za kamere. Nova oprema je radila zadovoljavajuće i na malim visinama, tako da je nekolicina RBF-ova obojana kamuflažnim bojama. Treba istaknuti da su avioni inačice RBF u stvari konvertirani sa standarda RBK prilikom revizija, odnosno da to nisu "novi" avioni.

### MiG-25RBS
Inačica MiG-25RBS (rus. Razvjedčik Bombardovščik Sabla; NATO kodno ime "Foxbat D") razvijena je istodobno s inačicom RBK. Glavna razlika je uklanjanje ELINT opreme i kamera te ugradnja SLAR-a (radara s bočnim osmatranjem) Sabla-E. Glavni znak raspoznavanja ove inačice bili su veliki dielektrični paneli sa svake strane nosa.

### MiG-25RBSh
MiG-25RBSh (rus. Razvjedčik Bombardovščik Shompol; NATO kodno ime "Foxbat D") je inačica RBS modificirana prilikom revizije za nošenje SLAR-a Shompol. Novi radar je imao dva do tri puta bolju rezoluciju s iste visine i udaljenosti nego radar Sabla-E te mogućnost detektiranja pokretnih ciljeva. Vanjskih razlika između inačica RBS i RBSh nema. Postoji konfuzija s označavanjem, s obzirom na to da su se inačice RBF negdje označavale RBSh, a modificirani RBS-ovi zadržavali tu oznaku.

### MiG-25RU
MiG-25RU (rus. Razvjedčik Učebnij; NATO kodno ime "Foxbat C") bio je namijenjen obuci pilota izvidničkih inačica. Iako namijenjena obuci pilota izvidniča, trup inačice RU zasnovan je na trupu presretačke inačice P, s krilom dvostruke strijele, bez spremnika goriva u okomitim stabilizatorima i kratkim mlaznicama motora. MiG-25RU nije imao mogućnost nošenja naoružanja, a imao je ugrađenu opremu za simuliranje uporabe izvidničkih sistema. Prototip je poletio 20. ožujka 1971., a kasnije je služio kao ispitni avion za inačicu katapultnog sjedala K-36 namijenjenog uporabi na sovjetskom raketoplanu Buranu. Treba napomenuti da je raspored sjedenja na dvosjedim inačicama MiG-25 nestandardan, iako s obzirom na konstrukciju sasvim logičan, tj. instruktor sjedi sprijeda, a učenik straga.

### Mig-25BM
MiG-25BM (NATO kodno ime "Foxbat F") je inačica namijenjena za misije SEAD (Suppresion of Enemy Air Defense, uvriježeni izraz za misije uništavanja protivničke PZO). Iako tehnički nema posebne veze između ove i izvidničkih inačica, MiG-25BM stavljen je u istu skupini s njima zato što u taktičkom pogledu često operiraju zajedno, tj. uloga MiG-25BM je "čišćenje" prolaza za izvidničke inačice. Ova varijanta dvadesetpetice ima umjesto radara ili izvidničke opreme ugrađen sustav Jaguar, čija je namjena otkrivanje, identificiranje i prioritetizacija neprijateljskih radara te navođenje raketa H-58U (NATO kodno ime AS-11 Kilter, domet oko 100 km) na njih. Prototip inačice BM nastao je konverzijom modela MiG-25RBV 1976. godine. Pri ispitivanju nije bilo opreme koja bi simulirala radare, nego su rabljeni pravi radari koji bi bivali isključeni u posljednji čas. Raketa bi nastavila svoj put i u mnogo slučajeva uništila čak i isključeni radar. U razdoblju 1982. – 1985. proizvedeno je vjerojatno manje od 100 primjeraka MiG-25BM, a u uporabu su službeno ušli 1988. godine. Većina BM-ova je imala noseve obojene u tamno sivu ili tamno zelenu boju s namjerom da se zavaraju površni promatrači i pomisle da se radi o presretačkim modelima, iako razlike postoje u konturi nosa te nekoliko dielektričnih panela sa strane nosa.

## Dizajn i posebnosti
Prave karakteristike i dizajn MiGa-25, Zapadu su otkrivene 6. rujna 1976. kada je pilot Viktor Belenko prebjegao u Japan. Zrakoplov je ubrzo rastavljen te transportnim zrakoplovom C-5A poslan u središnji dio zemlje gdje ga je detaljno ispitalo osoblje USAF-a. Nakon 67 dana zrakoplov je u dijelovima vraćen SSSR-u. Analizom je otkriveno i nekoliko neobičnih karakteristika:
- zrakoplov kojim je upravljao Belenko je bio potpuno nov, te je Zapad dobio u uvid najmoderniju sovjetsku tehnologiju.
- zrakoplov je sastavljen jako brzo te je uglavnom dizajniran oko svojih ogromnih Tumanski motora.
- zavarivanje se obavljalo ručno te je bilo dosta robustno. Kao i u većine sovjetskih zrakoplova, vrhovi vijaka su se ostavljali neobrušeni na mjestima gdje nisu bitnije utjecali na aerodinamiku.
- u izgradnju se uglavnom koristio nikal i čelik. Upravo je velika količina čelika odgovorna za težinu zrakoplova od 20.000 kg kad je prazan.
- većina avionike je radila na principu vakuumskih cijevi, što ju je činilo neranjivom na elektro magnetske pulseve koji se pojavljuju nakon nuklearnih eksplozija i uništavaju elektroničku opremu.

Kao rezultat Belenkovog prebjega te dostupnosti sovjetskog radara i sustava naoružanja Amerikancima, Sovjeti su 1978. pokrenuli izradu naprednije inačice MiG-25PD koja je imala novi RP-25 Safir radar, infracrveni sustav za otkrivanje i praćenje te snažnije motore. Kasnije je oko 370 Migova-25P unaprijeđeno na ovaj standrad s novom oznakom MiG-25PDS.
MiG-25 je bio sposoban dostići maksimalnu brzinu od 3,2 mach i maksilmalnu visinu o 27.000 m. 31. kolovoza 1977. posebno modificirani MiG-25 je postigao apsolutni rekord postignuvši visinu od 37.650 m na vlastiti pogon. Iako je imao mogućnost od postizanja 3,2 macha, piloti su primali upute da ne prelaze brzinu od 2,8 macha jer bi sve veće brzine izazivale ubrzano trošenje i u konačnici potpuno uništenje motora.
Do 1984. kada je prekinuta proizvodnja, proizvedeno je oko 1.186 zrakoplova koji su se izvozili u Alžir, Bugarsku, Indiju, Irak, Libiju i Siriju.

## Povijest korištenja
Prije nego što je ušao u operativnu službu, četiri MiG-25R su privremeno poslani u Egipat 1971. gdje su letjeli pod Egipatskim oznakama a projekt se zvao "X-500". U parovima su prelijetali Izrael oko 20 puta no bilo ih je nemoguće presresti ili oboriti, iako je Izraelska obavještajna služba znala kada će se odvijati preleti.
1972. migovi su vraćeni u SSSR, no ponovno su poslani 1973.nakon Jomkipurskog rata te su u Egiptu ostali do 1974. Sve do dolaska F-15 Eagleova Izrael nije imao sposobnost oboriti ove zrakoplove. Tek su 1981. oborena dva zrakoplova u različitim susretima.
Irački MiG-25 su sudjelovali u Iračko-iranskom ratu, no kakvog su uspjeha imali nije poznato.
MiG-25 se intenzivno koristio u prvim danima Zaljevskog rata, te je već u prvoj noći napada poručnik Speicher oboren u svom F/A-18 Hornetu od strane Zuhaiar Dawooda iz 84. eskadrile. U odvojenom incidentu, MiG-25PD je izbjegao 5 američkih F-15 te uspio ispaliti raketu na EF-111 Raven koji je zbog toga bio prisiljen obustaviti misiju. Kasnije su dva MiGa-25 presrela par F-15 Eagleova te ispalili rakete no bezuspješno, te su ponovno uspjeli pobjeći američkim zrakoplovima.
U svibnju 1997. zabilježen je Indijski MIG-25RB kako prelijeće Pakistanski teritorij pri brzini od Mach 3. Navodno, ovo je bilo namjerno učinjeno kako bi Indijci demonstrirali svoje nadmoćnije zrakoplovstvo.
U prosincu 2002. američka bespilotna letjelca Predator je ispalila raketu zrak-zrak AIM-92 Stinger na Irački MiG-25 koji ju je izbjego, nakon čega je napao samu letjelicu te je oborio. MiG-25 nije korišten u invaziji Iraka 2003. te je većina završila ili zakopana u pustinjskom pijesku ili je uništena na tlu tijekom bombardiranja.

## Korisnici

### Trenutni korisnici
- Alžir
- Armenija
- Rusija
- Sirija

### Bivši korisnici
- Azerbajdžan
- Bugarska
- Indija
- Irak
- Gruzija
- Kazahstan
- Libija
- SSSR
- Turkmenistan
- Ukrajina

## Tehničke karakteristike (MiG-25PFoxbat-A)
Osnovne karakteristike
- posada: 1
- dužina: 19,75 m
- raspon krila: 14,01 m
- površina krila: 61,40 m2
- visina: 6,10 m

Letne karakteristike
- najveća brzina: 3.645 km/h (Mach 3,2)
- ekonomska brzina: 3.225 km/h (Mach 2,83)
- dolet: 1.730 km
- specifično opterećenje krila: 598 kg/m2
- motor: 2x Tumanski R-15B-300 s naknadnim izgaranjem

### Unutarnje poveznice
- MiG-31

### Zajednički poslužitelj
|  | Zajednički poslužitelj ima stranicu o temi Mikoyan-Gurevich MiG-25    |
|  | Zajednički poslužitelj ima još gradiva o temi Mikoyan-Gurevich MiG-25 |